# Šarapovy Koški
I Šarapovy Koški (in russo Шараповы Кошки?) sono un gruppo di 17 isole della Russia nel Mare di Kara. Appartengono amministrativamente al Jamalskij rajon del Circondario autonomo Jamalo-Nenec.

## Descrizione
Si tratta di una piccola catena di isole basse e sabbiose che si estende a forma di arco da nord a sud per circa 70 chilometri lungo la costa occidentale della penisola Jamal a sud di capo Charasavėj. A nord sono separate dalla penisola dallo stretto Šarapov Šar, a sud dalla baia di Kruzenštern, dal golfo Šarapov Šar e dallo stretto Mutnyj Šar. La profondità della zona d'acqua adiacente è di 3-4 metri a est e di 1-9 metri a ovest.
La metà meridionale delle isole fa parte della riserva naturale «Jamal'skij».

## Storia
Il 1º settembre 1690 Rodion Ivanov, mercante marittimo, che scoprì le isole, fece naufragio qui e trascorse l'inverno sulle isole con il suo equipaggio di 14 persone, 11 delle quali morirono di scorbuto. I restanti quattro, compreso Ivanov, furono salvati nell'estate del 1691 da un peschereccio russo. Il gruppo aveva costruito una capanna sulle isole utilizzando argilla, sangue di tricheco e foca, pelli e assi di una nave naufragata. Ivanov fece la prima descrizione dei Šarapovy Koški notando l'abbondanza di trichechi e foche sulle isole. Durante la loro permanenza sulle isole furono ottenute 40 libbre di zanne di tricheco. Il naufragio fu descritto dall'olandese Nicolaes Witsen sulla base dei racconti di Ivanov.

## Fauna
Sulle isole nidificano le oche colombaccio; fino agli anni '90 nidificava anche il Cygnus columbianus bewickii. Nella zona delle isole, orsi polari e trichechi dell'Atlantico si trovano regolarmente vicino a capo Charasavėj e vicino alla foce del fiume Tiutej-Jacha.